# Mastigusa
Mastigusa es un género de arañas araneomorfas de la familia Dictynidae. Se encuentra en la zona paleártica.

## Lista de especies
Según The World Spider Catalog 12.0:
- Mastigusa arietina (Thorell, 1871)
- Mastigusa lucifuga (Simon, 1898)
- Mastigusa macrophthalma (Kulczynski, 1897)
- †Mastigusa acuminata Menge in C. L. Koch & Berendt, 1854
- †Mastigusa arcuata Wunderlich, 2004
- †Mastigusa bitterfeldensis Wunderlich, 2004
- †Mastigusa laticymbium Wunderlich, 2004
- †Mastigusa magnibulbus Wunderlich, 2004
- †Mastigusa media Wunderlich, 1986
- †Mastigusa modesta Wunderlich, 1986
- †Mastigusa scutata Wunderlich, 2004